# Bebra
Bebra é um município da Alemanha, situado no distrito de Hersfeld-Rotemburgo, no estado de Hesse. Tem 93,63 km² de área, e sua população em 2019 foi estimada em 13.934 habitantes.